# 慈寧宮花園

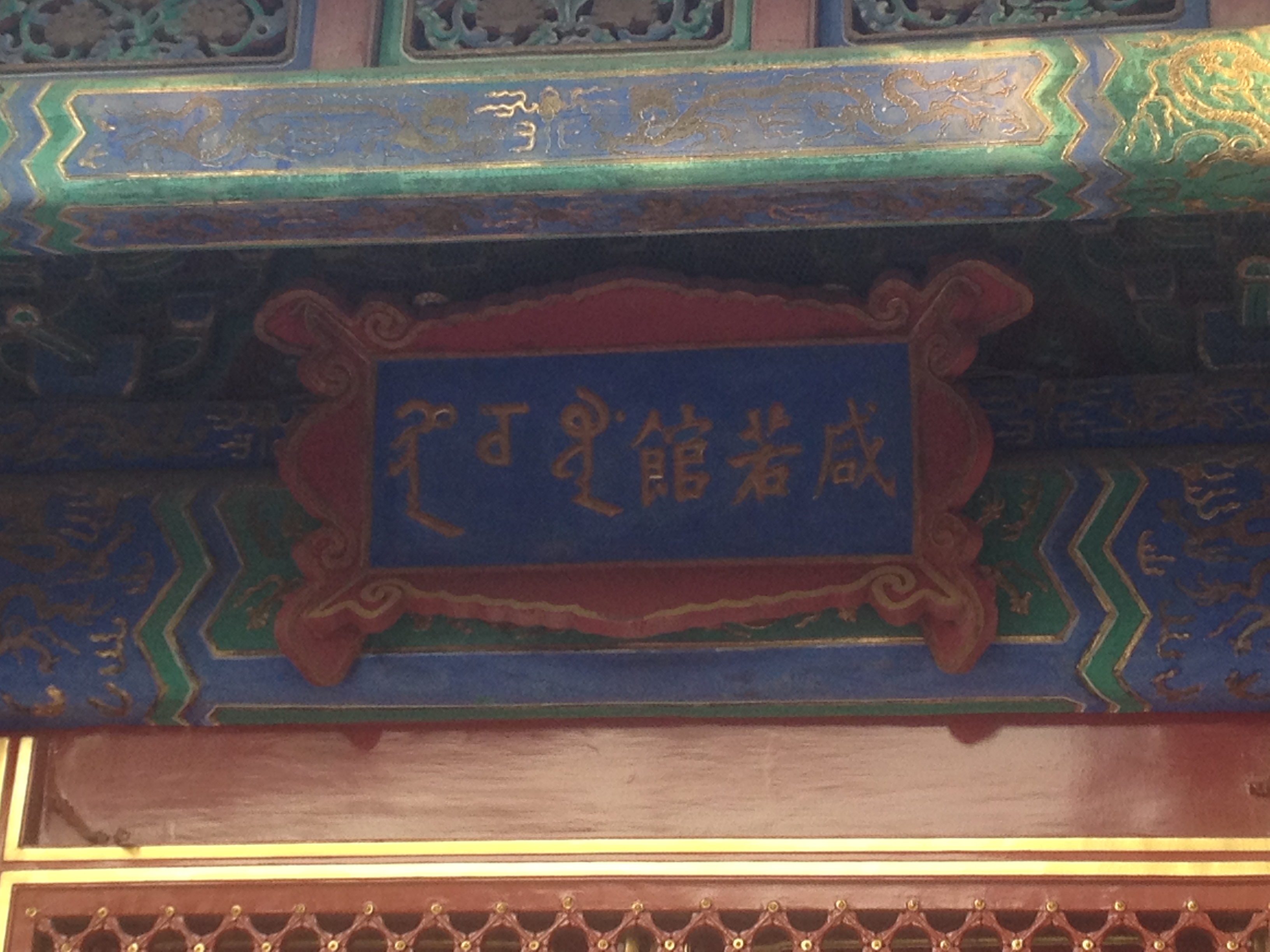
慈宁宫花园内的咸若馆匾额（ᡥᡳᠶᠠᠨ
ᡰᠣ᠋
ᡤᡠᠸᠠᠨ）

慈宁宫花园，位于紫禁城内廷外西路慈宁宫西南。

## 历史
慈宁宫花园始建于明朝，是明朝、清朝太皇太后、皇太后及太妃、太嫔们的游憩、礼佛之所。花园中原来有临溪观、咸若亭等建筑。明朝万历十一年（1583年）将临溪观更名为临溪亭，咸若亭更名为咸若馆。清朝乾隆三十四年（1769年），对该花园进行了大规模改建，此后虽然“颇有更动”，但该花园的总体规模及布局未出现大的变化。
慈宁宫花园因为受到宗法、礼制、风水等因素制约，所以建筑主次相辅、左右对称，布局规整却显得单调。该花园主要靠内部的精巧装修及院中的水池、山石、花木来营造园林气氛。花园中的树木主要是松柏，间植梧桐、玉兰、银杏、丁香，集中种植在咸若馆前面以及临溪亭四周，花坛中密植牡丹、芍药。春华秋实，四季各有情调。
2013年，隆宗门外西部的慈宁宫、寿康宫、慈宁宫花园等建筑已修缮完毕，故宫博物院院长单霁翔表示，包括这些建筑在内的一大批故宫殿堂最迟将在2015年故宫博物院建院90周年时对游客开放。2015年10月10日，为庆祝故宫博物院建院90周年，午门雁翅楼及东华门和两者间的城墙、慈宁宫及慈宁宫花园、寿康宫、宝蕴楼正式开放。其中慈宁宫花园在咸若馆作宫廷原状陈列，仿照佛堂的原有规制陈列了佛像、法器，这是故宫对外开放的首个佛堂。
2014年，紫禁城内5处地点同步开展考古发掘，其中三处是古代建筑遗址，这5处考古发掘也是2013年故宫研究院考古研究所成立后首次在紫禁城内进行考古发掘。其中，在慈宁宫花园热力电力管线改造工程工地，故宫研究院考古研究所对工地内发现的明代宫殿建筑遗址进行了抢救性考古发掘。考古人员在这处宫殿建筑遗址揭露出从宫殿基址始建，至砌有明朝嘉靖十六年铭记砖的排水沟与地面，再至清朝与如今地面的叠压和打破关系。2015年10月10日慈宁宫花园开放时，这处位于慈宁宫花园外东侧甬道的考古现场也对外开放，展示考古发掘出的宫殿建筑遗址。

## 建筑

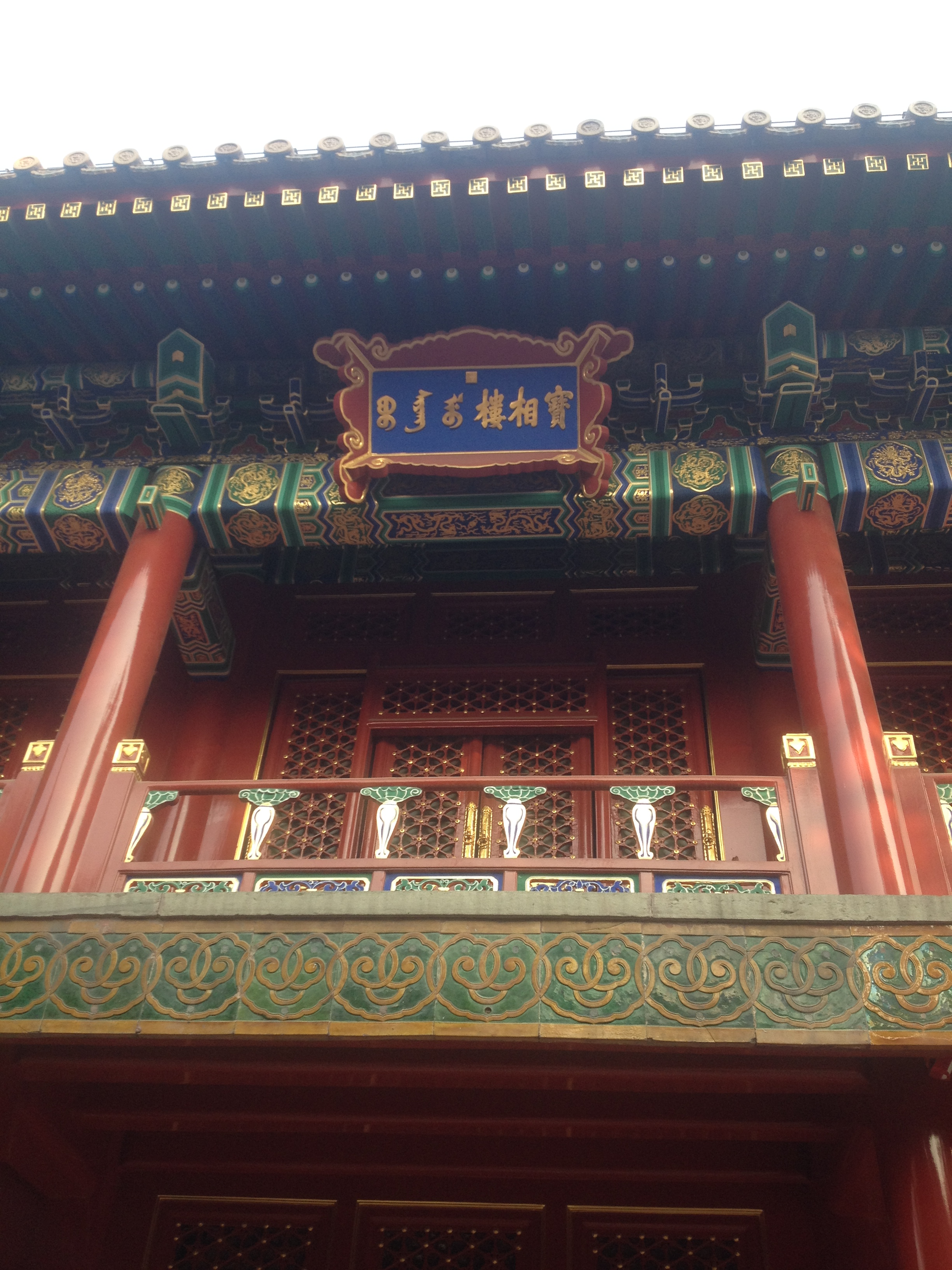
宝相楼

慈宁宫花园南北长约130米，东西宽50米，总占地面积6800平方米。花园中共有建筑11座，占地面积不及总面积的五分之一，集中分布在花园的北部。花园南部地势开阔而平坦，花树繁茂，垒池叠石。花园中轴线上自南向北依次为：南入口、假山、南花坛、临溪亭、北花坛、咸若馆、慈荫楼。
- 南入口：位于慈宁宫花园的最南端，是花园南侧的入口。[1]
- 假山：位于南入口正北，是一座太湖石叠山。从南入口进入慈宁宫花园后，向北绕过假山，即可见临溪亭。[1]
- 临溪亭：慈宁宫花园的主要建筑之一。始建于明朝万历六年（1578年），初名“临溪馆”，万历十一年五月（1583年）更名“临溪亭”。慈宁宫花园中部偏南，有一座东西走向窄长的矩形水池，临溪亭便位于该水池中央的单孔砖石券桥上，东西两侧均临水，南北出阶，和慈宁宫花园南入口、假山及花园北部的咸若馆、慈荫楼都位于花园的南北中轴线上。临溪亭平面呈方形，面阔三间、进深三间，四面均中央开门，斜方格槅扇门各四扇，两侧都是斜方格槛窗，窗下槛墙贴饰黄绿色琉璃花砖，临水两侧的门前加设有木护栏。临溪亭屋顶为四角攒尖式，黄琉璃瓦绿剪边，檐下施斗栱。室内有花卉图案海墁天花，当心绘有蟠龙藻井。临溪亭东西两侧的池畔环绕着汉白玉望柱栏板，池水清澈，池中有鱼，并种植莲花。临溪亭是皇太后、太妃、太嫔休憩、赏花、观鱼的好场所。[10]
  - 南、北花坛：临溪亭南北两侧各有一座砖砌花坛，高1米，6.5米见方，须弥座式，形制相同。花坛内种植牡丹、芍药等花卉。花坛周围的空地上散植有柏树几十株，其间穿插种植玉兰、丁香，通往临溪亭的南北走向的小路与临溪亭下东西走向的水池将其分隔成四片小树林。[10]
  - 东、西庑房：临溪亭前的东、西两侧原来有翠芳亭、绿云亭，现为面阔五间的庑房各1座。[1]
  - 井亭：慈宁宫花园的东南、西南两隅原来各有井亭1座，绿云亭内流杯渠的水即从东南井内引出。[1]
- 揽胜门：为慈宁宫花园的入口，设在花园的东墙，是一座朴素的随墙门。进门北望，可见主殿咸若馆。[1]
- 咸若馆：咸若馆位于慈宁宫花园北部中央，为花园的主体建筑，是清朝太后、太妃的礼佛场所。明朝初建时，称“咸若亭”，万历十一年（1583年）更名“咸若馆”。清朝乾隆年间先后经过大修、改建，形成如今的形制。咸若馆坐北朝南，正殿面阔五间，前出抱厦三间，四周出围廊。正殿是黄琉璃瓦歇山式顶，抱厦是黄琉璃瓦卷棚式顶。咸若馆前有一座花坛。咸若馆内装饰极为考究，梁檩上有龙凤和玺彩画，顶部有海墁花卉天花。室内明间柱子的装饰带有藏式佛殿特点。室内还有贯通东、北、西三面墙的通连式金漆毗庐帽梯级大佛龛。咸若馆内悬挂着清朝乾隆帝御书“寿国香台”匾、“证最胜因金界庄严欢喜地，赞无量寿宝轮拥护吉祥云”对联，并且陈设着佛龛、条案、佛像、法器、供物等等。咸若馆东、北、西三面，分别为宝相楼、慈荫楼、吉云楼，三座楼的形制接近，均为两层，绿琉璃瓦黄剪边卷棚歇山顶，呈“┌┐”形环抱着咸若馆。[11][1]
  - 宝相楼：位于咸若馆东侧。明朝时，原为咸若馆东配殿，清朝乾隆三十年（1765年）改建为二层楼，成为咸若馆的东配楼，清朝为皇太后、太妃礼佛之所。宝相楼坐东朝西，上下两层，面阔七间，绿琉璃瓦黄剪边卷棚歇山式顶。前檐出廊，明间开门。楼下层的南北墙各开辟一座小门，小门内为楼梯间，由楼梯可上至二层。上下层均分隔为既相互连通又独立成室的七间佛堂，除了明间之外，其他六间均在下层天花处开有天井，从而使上、下两层通过天井贯通，上层环绕天井设有紫檀木围栏。楼下明间原供奉释迦牟尼佛立像；其他六间分别放置“大清乾隆壬寅年敬造”款掐丝珐琅大佛塔六座，塔顶直通天井口。塔周围的三面墙上均悬挂有通壁大唐卡，唐卡上共绘有护法神像54尊。楼上明间原来供奉木雕金漆宗喀巴像，三面墙上悬挂有释迦牟尼画传、宗喀巴画传唐卡；其他六间正面设有供案，供奉显宗、密宗主尊像，每室9尊，合计54尊，正好和楼下六室供奉的54尊护法神像对应，两侧面设有壁嵌式千佛龛，每间供奉小铜像122尊，六室共计732尊；千佛龛下面是壁隔式紫檀木经柜，柜内收藏各种佛经。宝相楼除了明间之外，其他六室依照显宗、密宗、事部、行部、瑜伽部、无上瑜伽部父续、无上瑜伽部母续分别配置供奉佛像、唐卡、供器，从而集显宗、密宗于一体，体现了藏传佛教格鲁派显密兼修之特点，成为清宫佛堂的重要模式，清宫档案中称为“六品佛楼”。[12][1]
  - 吉云楼：位于咸若馆西侧。明朝时，原为咸若馆西配殿，清朝乾隆三十年（1765年）改建为二层楼，成为咸若馆的西配楼。乾隆三十六年（1771年）悬挂题有满文及汉文“吉云楼”的匾额。吉云楼坐西朝东，面阔七间，与东面的宝相楼相对。吉云楼上、下室内正中都供奉有大尊佛像。佛像两侧各有一座带有长方形底座以及多层台阶的金字塔式供台，供台顶部为一道长墙式的千佛龛。供台上层层放置有五彩描金擦擦佛母像。吉云楼屋梁、四壁各处满做千佛龛，龛内供奉相同的五彩描金擦擦佛母像，共计一万多尊。这种专门供奉擦擦佛的宽敞殿堂可能是中国内地藏传佛教佛殿中的仅存者，连西藏也未见留存至今的实例。[1][13]
- 慈荫楼：位于咸若馆后正北，是清宫内的藏经楼，始建于清朝乾隆三十年（1765年）。慈荫楼坐北朝南，上下两层，面阔五间，绿琉璃瓦黄剪边卷棚歇山顶。下层东梢间是过道，前后设有门，可通往慈宁宫前广场，西墙开门通往室内。上层明间开门，次间、梢间安有槛窗，西梢间设有楼梯。北壁设有通壁的供经龛，曾经供放北京版藏文大藏经《甘珠尔》108部。正中为佛龛，供奉释迦牟尼佛等金铜佛像数尊。佛龛前有长条供案，案上陈设着佛塔、供器。[14][1]
- 含清斋：位于宝相楼正南侧，西与延寿堂相对称。延寿堂、含清斋同时建于清朝乾隆年间，都是供乾隆帝侍奉太后或丁忧守制。乾隆帝在《建福宫题句》自注中称：“慈宁宫花园葺朴宇数间，以备慈躬或不豫，为日夜侍奉汤药之所，丁酉正月即以为苫次。”乾隆四十二年（1777年）正月，乾隆帝之母孝圣太后崩逝，奉安于慈宁宫正殿，乾隆帝的确在含清斋守孝；后来由于王公大臣恳请，又返回养心殿居住。含清斋坐北朝南，房前是一个狭长的小院，小院西侧开有随墙小门。主体建筑以天井分成前后两个部分：前房面阔三间，进深三间，平面略呈方形，三卷勾连搭式灰瓦卷棚硬山顶；后房面阔三间，进深一间，灰瓦卷棚硬山顶。前房、后房的西次间有穿廊相连。前房、后房的西山墙以院墙相接。前房明间开有槅扇门，其他各间是槛墙支摘窗。后房西墙开有一花窗，窗外设有砖砌窗罩。穿廊朝向天井的一侧开有步步锦槅扇门。斋内通过装修分隔为多个小室。含清斋整座建筑灰瓦青砖，不施斗栱及彩画。斋前对联“轩楹无藻饰，几席有余清”。如今，含清斋建筑保存完好。[1][15]
- 延寿堂：位于吉云楼正南侧，紧邻慈宁宫花园西墙，东与含清斋相对称。延寿堂、含清斋同时建于清朝乾隆年间，都是供乾隆帝侍奉太后或丁忧守制。清朝后期，咸丰帝奉皇太后到咸若馆等处礼佛，曾经侍膳于此。延寿堂坐北面南，房前是一个狭长的小院，小院东侧开有随墙小门。主体建筑以天井分成前后两个部分：前房面阔三间，进深三间，平面略呈方形，三卷勾连搭式灰瓦卷棚硬山顶；后房面阔三间，进深一间，灰瓦卷棚硬山顶。前房、后房的东次间有穿廊相连。前房、后房的东山墙以院墙相接。前房明间开有槅扇门，其他各间是槛墙支摘窗。后房东墙开有一花窗，窗外设有砖砌窗罩。穿廊朝向天井的一侧开有步步锦槅扇门。室内通过落地罩、炕罩、圆光罩等木装修分隔为多个小空间，顶棚糊银花纸，墙壁上有木护墙板，表面也糊银花纸，制作精细而不奢华。延寿堂整座建筑灰瓦青砖，不施斗栱及彩画。堂前对联为“梳翎闲看松间鹤，送响时闻院外钟”。如今，延寿堂建筑保存完好。[1][16]

慈宁宫花园西侧，有一个独立的院落，地处慈宁宫花园之外。该院落南北长，东西窄，院落北端东侧为永康右门。院落内有东、西两排排房，其中西侧有四座，东侧有四座（其中最南端一座呈曲尺形，自北向南再折向东，包围慈宁宫花园的西南角，原是养心殿造办处的南部西端部分，原来有院墙与上述院落相隔），相邻的排房之间用小式房屋连接，如今各房均覆盖黄色琉璃瓦顶。单士元《故宫建筑维修》的“建国三十余年来故宫维修工程大事年表”中，称其为“永康右门外西群房” ，记录其曾在1955年修缮。21世纪初，此处的西排房是故宫博物院资料信息中心数据库管理科。